# Orthogrimmia sessitana
Orthogrimmia sessitana là một loài Rêu trong họ Grimmiaceae. Loài này được (De Not.) Ochyra & Żarnowiec mô tả khoa học đầu tiên năm 2003.